# Beefsteak Raid
De Beefsteak Raid vond plaats tussen 14 september en 17 september 1864 in Prince George County, Virginia tijdens de Amerikaanse Burgeroorlog. De Zuidelijke generaal-majoor Wade Hampton voerde een 3.000 man sterke strijdmacht aan die meer dan 160 km zouden afleggen om een deel van de veestapel van de Noordelijken te veroveren die bestemd was voor de Noordelijken bij Petersburg en Richmond.

## Achtergrond
De Zuidelijken hadden tijdens de gevechten rond Petersburg en Richmond een voortdurend tekort aan voorraden. Volgens een rapport van generaal Robert E. Lee van 22 augustus 1864 was het voedsel bestemd voor zijn leger schaars aan het worden. Op 5 september 1864 rapporteerde een verkenner, Sergeant George D. Shadburne, aan generaal-majoor Hampton dat hij de locatie wist van 3.000 stuks vee achter de Noordelijke linies. Hij had ze waargenomen bij Coggin’s Point op ongeveer 8 km van luitenant-generaal Ulysses S. Grants hoofdkwartier. Het vee werd bewaakt door 120 soldaten en 30 burgers. Hampton nam het initiatief om 3.000 cavaleristen te verzamelen om het vee te gaan halen.

## De raid
Op 14 september vertrok Hampton met zijn strijdmacht. Hij wou via de Cook’s Bridge de Blackwater rivier oversteken omdat hij wist dat de Noordelijken uit deze richting geen aanval verwachtten. Op 16 september om 05.00u in de ochtend viel Hampton vanuit drie richtingen aan. Ze veroverden meer dan 2.000 stuks vee, 11 karren en 304 krijgsgevangenen. Om 09.00u op 17 september was zijn strijdmacht en buit veilig terug achter de Zuidelijke linies.

## Gevolgen
De Zuidelijken verloren 10 doden, 47 gewonden en 4 vermisten tijdens de raid. Na telling hadden ze 2.468 stuks vee veroverd.
Ondanks het succes van de raid had deze een minimale strategische impact. De Noordelijken konden snel het verlies aanvullen. De Zuidelijken hadden echter niet het voedsel om het vee te voeden. Daarom werd al het vee vrijwel onmiddellijk geslacht. Het daaropvolgende “eetfestijn” was een poging om al het vlees zo snel mogelijk te consumeren voor het bedierf.